# Rinns of Islay fyr
Rinns of Islay fyr är en fyr på Orsay Island på Inre Hebriderna i Skottland.
Fyren, som ritades av Robert Stevenson, byggdes av John Gibb från Aberdeen till en kostnad av på 8 000–9 000 pund. Fyrlyktan, som visade fast vitt sken med en blixt var tolfte sekund, tändes första gången år 1825.
Fyren och fyrvaktarbostäderna omges av en vit mur och det vita  tornet har en svart lanternin på toppen. Fyrpersonalen arbetade tre och tre i fyraveckorsskift.
Förnödenheter och reservdelar transporterades till ön med båt från Islay av en fastanställd skeppare, som också stod för transport av fyrvaktarna vid skiftsbyte. Båttransporten ersattes så småningom med helikoptertransport från Oban, där personalen bodde med  sina familjer när de inte var på fyrplatsen.
Fyren elektrifierades år 1978 och automatiserades och avbemannades den 31 mars 1998.
Fyrplatsen kan endast nås med båt, men fyren kan också ses från hamnen i Portnahaven.